# Municipio de Fillmore (Illinois)
El municipio de Fillmore (en inglés: Fillmore Township) es un municipio ubicado en el condado de Montgomery en el estado estadounidense de Illinois. En el año 2010 tenía una población de 616 habitantes y una densidad poblacional de 6,54 personas por km².

## Geografía
El municipio de Fillmore se encuentra ubicado en las coordenadas 39°7′48″N 89°18′25″O / 39.13000, -89.30694. Según la Oficina del Censo de los Estados Unidos, el municipio tiene una superficie total de 94.22 km², de la cual 94,22 km² corresponden a tierra firme y (0 %) 0 km² es agua.

## Demografía
Según el censo de 2010, había 616 personas residiendo en el municipio de Fillmore. La densidad de población era de 6,54 hab./km². De los 616 habitantes, el municipio de Fillmore estaba compuesto por el 99,35 % blancos, el 0,16 % eran amerindios, el 0,16 % eran asiáticos y el 0,32 % eran de una mezcla de razas. Del total de la población el 0 % eran hispanos o latinos de cualquier raza.